# Colonia del Armadillo
Colonia del Armadillo är en ort i Mexiko.   Den ligger i kommunen Yuriria och delstaten Guanajuato, i den centrala delen av landet, 240 km väster om huvudstaden Mexico City. Colonia del Armadillo ligger 1 775 meter över havet och antalet invånare är 186.
Terrängen runt Colonia del Armadillo är kuperad åt nordväst, men åt sydost är den platt. Runt Colonia del Armadillo är det ganska tätbefolkat, med 108 invånare per kvadratkilometer. Närmaste större samhälle är Valle de Santiago, 15,9 km norr om Colonia del Armadillo. Trakten runt Colonia del Armadillo består till största delen av jordbruksmark.